# Praxithea seabrai
Praxithea seabrai är en skalbaggsart som beskrevs av Tavakilian och M. L. Monné 2002. Praxithea seabrai ingår i släktet Praxithea och familjen långhorningar. Inga underarter finns listade i Catalogue of Life.